# Felix Meskens
Felix Meskens, född 14 november 1906, död 10 januari 1973, var en friidrottare från Belgien. Han deltog vid olympiska sommarspelen 1936.